# Wakil Jalil
Wakil Jalil is een bestuurslaag in het regentschap Aceh Tengah van de provincie Atjeh, Indonesië. Wakil Jalil telt 499 inwoners (volkstelling 2010).